# St. Martin (Miltach)

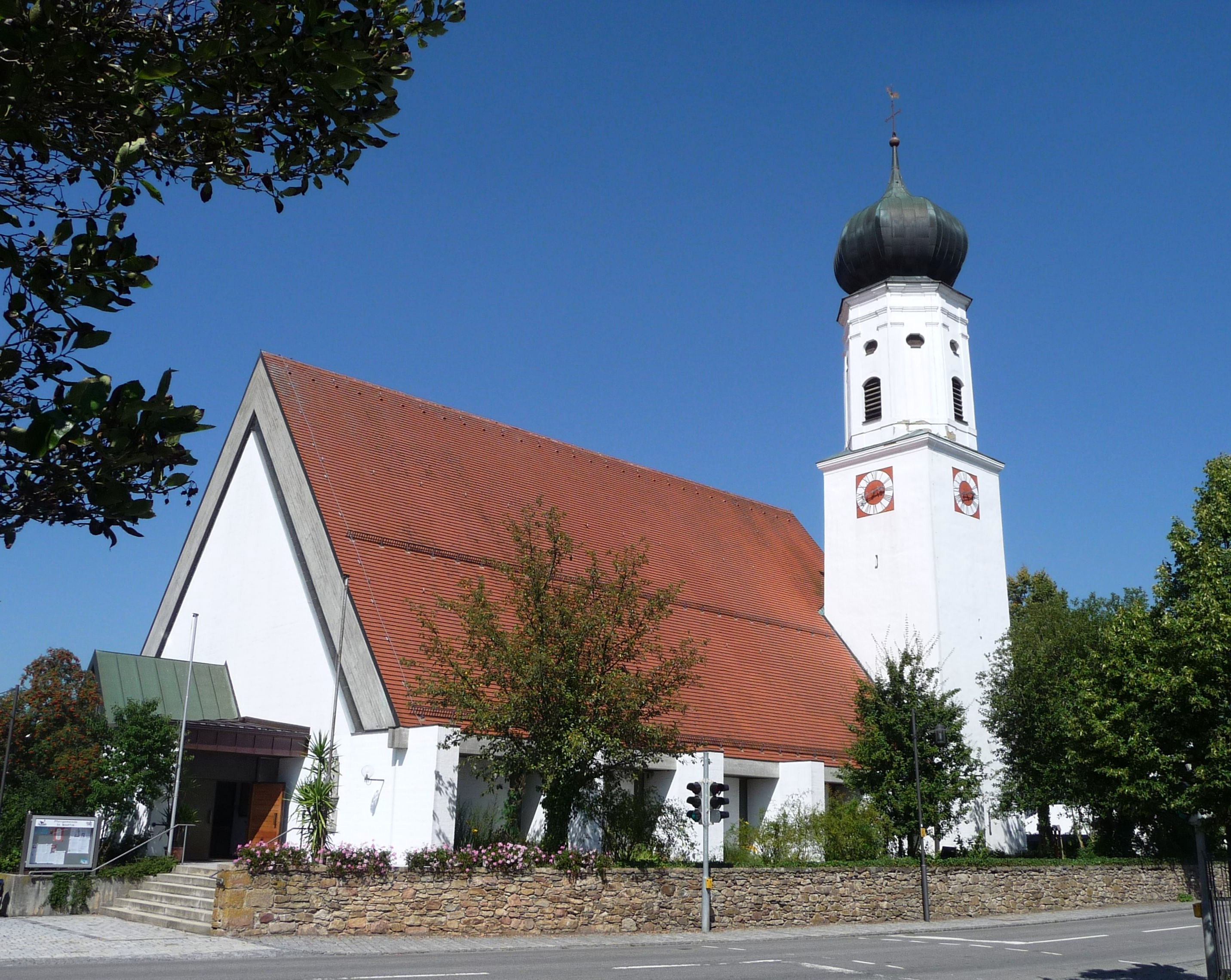
St. Martin (Miltach)

Die römisch-katholische, denkmalgeschützte Pfarrkirche St. Martin steht in Miltach, einer Gemeinde im Landkreis Cham in der Oberpfalz. Die Kirche gehört zum Bistum Regensburg. Das Bauwerk ist unter der Denkmalnummer D-3-72-143-3 als Baudenkmal in die Bayerische Denkmalliste eingetragen. Kirchenpatron ist Martin von Tours.

## Beschreibung
Das im Kern romanische Langhaus wurde 1974 durch einen modernen Erweiterungsbau ersetzt. Der eingezogene Chor mit Fünfachtelschluss im Osten blieb erhalten, ebenso die unteren Geschosse des Kirchturms im Südosten des Langhauses, der 1738 mit einem achteckigen Geschoss aufgestockt, das den Glockenstuhl für vier Kirchenglocken beherbergt, und mit einer Zwiebelhaube bedeckt wurde. Das Erdgeschoss des Kirchturms ist mit einem Tonnengewölbe überspannt, der Chor mit einem Kreuzgewölbe.
Zur Kirchenausstattung gehört ein 1760 gebauter Hochaltar, der von Statuen des Apostels Andreas und des Jakobus des Älteren flankiert wird. Das barocke Altarbild von  Ignaz Anton Sollfleisch aus Cham zeigt den heilige Martin zu Pferd, der dabei ist seinen Mantel zu teilen. Die Statuen links und rechts des Altars stellen den Hl. Florian (1763) und den Pestheiligen Sebastian dar. Auf dem Schalldeckel der 1762 gebauten Kanzel sind die Evangelistensymbole und das Agnus Dei zu sehen. Die Orgel wurde 1978 von Michael Weise gebaut.